# Tomasz Bekas
Tomasz Bekas (ur. 17 czerwca 1975 w Poznaniu) – polski trener i piłkarz.

## Rodzina
Jego brat Mariusz również był piłkarzem i występował na pozycji bramkarza.

## Kariera piłkarska
Karierę zaczynał w SKS-ie 13 Poznań skąd przeniósł się do Lecha Poznań, w którym łącznie rozegrał 44 mecze w Ekstraklasie, strzelając 4 bramki. Później Bekas był zawodnikiem między innymi Lechii Zielona Góra, Obry Kościan, Pogoni Świebodzin, Aluminium Konin, Kujawiaka Włocławek, Zawiszy Bydgoszcz (2) i Warcie Poznań. Od 2010 roku grał w drugoligowej Wiśle Płock, z której odszedł w lutym 2011 roku. W marcu tego samego roku przeszedł do Polonii Środa Wielkopolska, w której zakończył karierę piłkarską.

## Kariera trenerska
Po zakończeniu kariery piłkarskiej został trenerem Wełny Skoki, z którą w sezonie 2013/2014 wywalczył awans do IV ligi. W lipcu 2014 został trenerem poznańskiej Warty.